# RPM Fusion
RPM Fusion es un repositorio de software, que proporciona paquetes adicionales para la distribución Fedora de GNU/Linux. Nació como una fusión de los repositorios más antiguos Livna, Dribble y Freshrpms. Distribuyeron software que Fedora no aceptará, ya sea porque no cumple con la definición de software libre de Fedora, o porque la distribución de ese software puede violar la ley de los Estados Unidos.

## Historia
El 8 de noviembre de 2007, se anunció que los repositorios de software Livna, Freshrpms y Dribble se fusionarían para crear un repositorio unificado de software adicional llamado RPM Fusion. Con el objetivo de agrupar recursos y abordar problemas de dependencia y compatibilidad de manera más eficiente. Originalmente, Fedora 9 sería la primera versión para la que RPM Fusion proporcionaría complementos. Sin embargo, inicialmente, RPM Fusion no estaba listo a tiempo y Livna (y otros repositorios) continuaron proporcionando paquetes para Fedora 9. Posteriormente, el 3 de noviembre de 2008, los tres repositorios de software se fusionaron en RPM Fusion, antes del lanzamiento de Fedora 10.

## Repositorios
RPM Fusion se divide en dos repositorios de software separados por términos de licencia, estos son:

### Free
Se compone de software de código abierto, que el equipo del proyecto Fedora no puede subir debido a razones no referentes a licencias.

### Nonfree
Se compone de software redistribuible que no sea software de código abierto; esto incluye software con código fuente disponible públicamente que no tiene restricciones similares a "uso comercial".

## Configuración

### Fedora
```
sudo dnf install https://download1.rpmfusion.org/free/fedora/rpmfusion-free-release-$(rpm -E %fedora).noarch.rpm https://download1.rpmfusion.org/nonfree/fedora/rpmfusion-nonfree-release-$(rpm -E %fedora).noarch.rpm

```

## Antiguos repositorios

### Livna
"Livna" es una ananym de "yunque", que es la manija de Damien Nadé, el programador francés que mantiene rpm.livna.org. Si bien Livna (que ahora está extinta) fue desaprobada en favor de RPM Fusion, libdvdcss permaneció en el repositorio de Livna debido a preocupaciones de derechos de autor.

### Driblar
Dribble contiene software que no se encuentra en Fedora o Livna porque no cumplen con sus requisitos más estrictos. Dribble se concentra en multimedia, juegos y emuladores, pero no se limita a estos géneros.

### Freshrpms
Hecho por Matthias Saou en 2000 para su propio uso.